# Calocaris investigatoris
Calocaris investigatoris är en kräftdjursart som först beskrevs av Anderson 1896.  Calocaris investigatoris ingår i släktet Calocaris och familjen Calocarididae. Inga underarter finns listade i Catalogue of Life.